# إيزابيلا أبوت
إيزابيلا أبوت (بالإنجليزية: Isabella Abbott)‏ (و. 1919 – 2010 م) هي عالمة نبات، وعالمة الإنسان أمريكية، توفيت في هونولولو، عن عمر يناهز 91 عاماً.

## التعليم
تعلمت في جامعة ميشيغان، وجامعة هاواي، وRausser College of Natural Resources ‏، وKamehameha Schools ‏.

## جوائز
حصلت على جوائز منها:
- Gilbert Morgan Smith Medal [الإنجليزية]‏ (1997).